# Rafael Prieto i Caules
Rafael Prieto i Caules (Maó, 1834 - Madrid, 1913) fou un polític republicà menorquí, diputat a les Corts espanyoles durant el sexenni democràtic i durant la restauració borbònica.

## Biografia
Es graduà en administració Pública i Dret Civil a la Universitat Central de Madrid. Treballà com advocat a Madrid i fou secretari de l'Ateneo de Madrid. El 1865 va tornar a Maó, on fou secretari de la Junta Revolucionària local durant la revolució de 1868, i fou elegit diputat pel Partit Progressista per Maó a les eleccions generals espanyoles de 1869 i 1871. Milità en el republicanisme, i fou elegit tinent d'alcalde i regidor de Maó, així com director general de Duanes durant la Primera República Espanyola. Fou escollit novament diputat a les eleccions de 1872, 1886, 1893, 1898, 1899, 1901 i 1903 (a les files d'Unió Republicana). Va donar el seu fons bibliogràfic a l'Ateneu de Maó.